# اولیویا دی جونگ
اولیویا دی جونگ (به انگلیسی: Olivia DeJonge) (‎/diˈɒŋ/‎ ; متولد ۳۰ آوریل ۱۹۹۸) بازیگر سینما و تلویزیون اهل استرالیا است که برای بازی در نقش‌های تارا سویفت / شانین کویگ در ای‌بی‌سی (استرالیا) هایدینگ (سریال)، بکا در فیلم بازدید (۲۰۱۵)، ال در جامعه (مجموعه تلویزیونی) (۲۰۱۹) از نتفلیکس و پریسیلا پریسلی در فیلم الویس (۲۰۲۲) شهرت دارد.

## زندگی
دی جونگ در سال ۱۹۹۸ در شهر ملبورن، ویکتوریا، از رابین و راب دی جونگ، که تاجر بود به دنیا آمد. او در سن پنج سالگی به همراه والدینش به شهر پرث، نقل مکان کرد. او در کالج زنان پرسبیتری، پرت تحصیل کرده‌است.
در سن ۱۲ سالگی، او در تست‌های حرفه‌ای برای تبلیغات و برنامه‌های تلویزیونی شرکت کرد و خود را بسیار با استعداد نشان داد. او به یاد می‌آورد: نماینده من به پدر و مادرم گفت: شما باید این موضوع را جدی تر بگیرید.
او علاقه داشت تحصیلات دانشگاهی در رشته روان‌شناسی داشته باشد اما حضور بازیگری مستمر این فرصت را از او گرفته‌است. خودش در این باره گفته‌است «من هرگز نمی‌خواهم تمام زندگی‌ام را فقط روی بازیگری متمرکز کنم. من عاشق یادگیری هستم. من عاشق چیزهای مختلف هستم.»

## حرفه
در سال ۲۰۱۴ میلادی، دی جونگ در اولین فیلم بلند خود را در فیلم خواهر شب بازی کرد. او در کنار جورجی هنلی، کارا هیوارد و کل پن به ایفای نقش پرداخت. کارین واچتر کارگردانی این فیلم را به عهده داشت که در ۱۰ آوریل ۲۰۱۵ اکران شد.
در سال ۲۰۱۵، دی جونگ در هایدینگ یک سریال درام کاری از تلویزیونی استرالیان ای‌بی‌سی ظاهر شد که در آن یکی از نقش‌های اصلی را به عنوان تارا سویفت / شانین کویگ بازی کرد. او نقش اصلی بکا را در فیلم ترسناک ملاقات به همراه اد اوکسنبولد بازی کرد. ام. نایت شامالان کارگردانی این فیلم بود، اولین نمایش آن در ۳۱ اوت ۲۰۱۵ و سرانجام در ۱۱ سپتامبر ۲۰۱۵ توسط یونیورسال پیکچرز منتشر شد. در سال ۲۰۱۷، دی جونگ در نقش آلیس باربیج در سریال ترنر نتورک، بنام اراده (Will) بازی کرد.
دی جونگ نقش پریسیلا پریسلی را در فیلم زندگینامه ای الویس به کارگردانی باز لورمن در سال ۲۰۲۲ بازی کرد. او مورد ستایش منتقدان قرار گرفت و آنها توانایی او را برای همسان سازی با همبازی خود با کاریزما آستین باتلر را تحسین کردند.

## مد
اولیویا دی جونگ از زمانی که به شهرت رسید، به سرعت خود را به عنوان یک چهره شیک تثبیت کرد. او حس منحصر به فردی از سبک خود را ایجاد کرده‌است که هم شیک و پیچیده و هم جسور و ماجراجویانه است. بهترین ویژگی او شاید آگاهی او از نحوه پوشیدن لباس‌های متناسب با اندام خود باشد. کلوئه هارتستاین، استایلیست در مورد او گفت: چیزی که من در مورد اولیویا دوست دارم این است که او به خوبی در لباس پوشیدن از بدن خود آگاهی دارد، چیزی که همیشه اتفاق نمی‌افتد. او واقعاً می‌داند که قرار است همه چیز چگونه با او سازگار باشد - می‌توان در مورد او گفت یک جورهایی شهودی است.
همان‌طور که دی جونگ به ووگ استرالیا گفت، او شروع به لذت بردن از پوشیدن لباس‌های قدیمی‌تر کرده و عاشق داشتن اقلامی است که از نسلی به نسل دیگر منتقل می‌شوند.
در حقیقت، این بازیگر به خوبی در حال تبدیل شدن به یک نماد مد است.

## فمینیستی
در حال حاضر، او خود را به عنوان یک فمینیست مغرور توصیف می‌کند. برای او، دادن حقوق برابر به زنان و مردان را ضروری است. او در یک مصاحبه اعلام کرد: «فقط در مورد برابر بودن است. این مربوط به این است که همه ما انسان هستیم و همه ما یکسان هستیم.» شاید اولین فیلم او به او کمک کرد تا در دوران جوانی اصول فمینیستی خود را بپذیرد.

## فیلم‌شناسی

### فیلم
| سال  | عنوان                | نقش            | یادداشت                                                     |
| ---- | -------------------- | -------------- | ----------------------------------------------------------- |
| ۲۰۱۱ | مدعی خوب             | متحد           | فیلم کوتاه                                                  |
| ۲۰۱۲ | قطبی شده             | بث             | فیلم کوتاه                                                  |
| ۲۰۱۲ | ۱۱۳۰                 | سالی           | فیلم کوتاه                                                  |
| ۲۰۱۴ | خواهرخواندگی شب      | سالن لاوینیا   |                                                             |
| ۲۰۱۵ | بازدید               | بکا            | نامزد - جایزه کیوان برای بهترین بازی توسط یک بازیگر جوان تر |
| ۲۰۱۶ | کمپین ترساندن        | ابی            |                                                             |
| ۲۰۱۶ | بهتر است مراقب باشید | اشلی           |                                                             |
| ۲۰۱۸ | زیر بکسل             | آنجی           |                                                             |
| ۲۰۱۸ | عشق و مکان‌های دیگر   | شاز            | فیلم کوتاه                                                  |
| ۲۰۱۹ | عروسک‌های ولگرد       | دالاس          |                                                             |
| ۲۰۱۹ | جوزی و جک            | جوزی           |                                                             |
| ۲۰۲۲ | الویس                | پریسیلا پریسلی |                                                             |

### تلویزیون
| سال  | عنوان    | نقش                     | یادداشت  |
| ---- | -------- | ----------------------- | -------- |
| ۲۰۱۵ | قایم شدن | شانین کویگ / تارا سویفت | ۸ قسمت   |
| ۲۰۱۷ | اراده    | آلیس باربیج             | ۱۰ قسمت  |
| ۲۰۱۹ | جامعه    | ال                      | نقش اصلی |
| ۲۰۲۲ | پلکان    | کیتلین آتواتر           | نقش اصلی |